# Arab Wings
Arab Wings – jordańska linia lotnicza z siedzibą w Ammanie.

## Flota
- 1 Bombardier Challenger 604
- 1 Raytheon Beech King Air B200
- 1 Raytheon Aircraft Hawker 800XP
- 1 Cessna Aircraft Company Citation 525
- 1 Cessna Aircraft Company 680 Sovereign